# Гвенпул
Гвенпул (англ. Gwenpool), настоящее имя — Гвендолин «Гвен» Пул (англ. Gwendolyn "Gwen" Poole) — персонаж американских комиксов издательства Marvel Comics. Изображена как девушка из реального мира, которая перенеслась во вселенную Marvel. Её образ, представляющий собой смесь Гвен Стейси и Уэйда Уилсона, был создан художником Крисом Бачало для варианта обложки Deadpool’s Secret Secret Wars #2 (июнь 2015), одного из двадцати подобных вариантов, разработанных на волне популярности Гвен-паука в 2015 году.
Первоначально Marvel выпустила две истории с участием Гвенпул в качестве полноценного персонажа, которые были созданы Кристофером Хастингсом, Хизер Антос и Джорданом Д. Уайтом: побочную историю в серии Howard the Duck и ваншот Gwenpool Holiday Special, проиллюстрированный Гурихиру. Впоследствии Marvel объявила о публикации онгоинга под названием The Unbelievable Gwenpool, которая началась в апреле 2016 года и завершилась в апреле 2018 года. Unbelievable Gwenpool #0, включала появления Гвенпул в Howard the Duck и Gwenpool Holiday Special, а также ограниченную серию Gwenpool Strikes Back.
Фанаты Marvel охарактеризовали Гвенпул как одну из самых известных и могущественных героинь Marvel.

## История публикаций
В июне 2015 года, на волне популярности героини Гвен-паук, ко всем сериям комиксов Marvel были разработаны альтернативные обложки с Гвен Стейси, образ которой объединили с другими персонажами, такими как Доктор Стрэндж, Грут и Росомаха. Одним из таких персонажей был Дэдпул, изображённый на обложке варианта Криса Бачало для Deadpool’s Secret Secret Wars #2. Увидев, как много фанатов косплеят персонажа, которого даже не было в комиксах, редактор Marvel Джордан Уайт поручил сценаристу Кристоферу Хастингсу и редактору Хизер Антос написать сюжет про Гвенпул, что вылилось в побочную историю в комиксе Howard the Duck (ноябрь 2015 — январь 2016), после чего героиня обзавелась собственным ваншотом Gwenpool Special #1 (декабрь 2015). После встречи с Уайтом и редактором Howard the Duck Уиллом Моссом, Гастингс предложил задействовать в комиксе концепцию «четвёртой стены», «чтобы героиня не просто знала о том, что существует в комиксе, но и происходила бы из реального мира, где комиксы существуют», что привело бы к бесцеремонному отношению к миру, в котором она обитает, «потому как она не верит, что [существуют] какие-либо последствия для её действий» и «проводит аналогию с игрой в Grand Theft Auto или что-то в этом роде».
Арка Howard the Duck с ноября 2015 года по январь 2016 года была проиллюстрирована бразильским художником Данило Бейрутом, а специальный праздничный выпуск, вышедший в декабре 2015 года, нарисовал дуэт японских художников под названием Гурихиру. Когда Marvel приняла решение создать онгоинг про Гвенпул The Unbelievable Gwenpool, выход которого был намечен на апрель 2016 года, Гастингс вернул Гурихиру и Антос к работе над серией. Комикс The Unbelievable Gwenpool завершился на выпуске #25. Затем, в 2018 году, Гвенпул присоединилась ко Мстителям Западного побережья. После закрытия серии, героиня обзавелась сольным комиксом Gwenpool Strikes Back 2019 года, написанном Лией Уильямс и проиллюстрированным испанским художником Дэвидом Бальдеоном, и появилась в ограниченной серии 2020—2021 годов MODOK: Head Games by M.O.D.O.K. при участии Пэттона Освальта и Джордана Блума в качестве второстепенных персонажей.

## Вне комиксов

### Веб-сериалы
- В рамках рекламной кампании Venomverse Гвенпул появилась в эпизоде «Встречайте Гвенпул» веб-сериала «Грань вселенной Венома», где в её распоряжение попал симбиот[14].
- Веб-сериал «Marvel TL;DR» включал первый специальный выпуск Gwenpool Holiday Special, в котором главную героиню озвучила Бренна Хайнс[15].

### Видеоигры
- Гвенпул фигурирует в Marvel Puzzle Quest (2013)[16].
- Гвенпул появляется как игровой персонаж в Marvel: Contest of Champions (2014)[17]. Также в игре появляется антагонист Гвенперион, которую МОДОК наделил силой Гипериона.
- Гвенпул — игровой персонаж в Marvel: Future Fight (2015).
- Гвенпул появляется в игре Lego Marvel Super Heroes 2 (2017), где её озвучила Бекка Стюарт[15][18]. Она заменяет Дэдпула на бонусных миссиях, в ходе которых отмечает, что её тело теперь является телом минифигурки. Последняя бонусная миссия игры адаптирует элементы из комиксов Howard the Duck и The Unbelievable Gwenpool.
- Гвенпул появляется в мобильной карточной игре Marvel Duel. По сюжету Гвенпул работает с различными героями, чтобы вернуть их снаряжение после того, как оно было украдено её злым будущим «я».
- Гвенпул и ее вариации "Темная Гвенпул" и "Гвендолин Пул" появляется в боевом пропуске 4 сезона 5 главы в Fortnite [19]

### Прочее
- В различных мультсериалах, таких как «Восход Marvel» и «Паучок и его удивительные друзья», у действующей под псевдонимом Паука-призрака Гвен Стейси часть светлых волос перекрашены в розовый цвет по аналогии с Гвенпул. Дизайнер персонажей «Восход Marvel» признался, что ошибочно принял изображение Гвенпул от Гурихиру за иллюстрацию Гвен Стейси, когда использовал Google Images, чтобы понять, как должна выглядеть героиня.
  - В анимационном фильме «Человек-паук: Через вселенные» (2018) у Гвен Стейси / Женщины-паука была причёска как у Гвенпул.
- Находящаяся под влиянием Венома Гвенпул имела доступ к коллективному разуму симбиотов, что обеспечило ей сверхпространственное восприятие. В фильме «Веном 2» (2021), входившем в медиафраншизу «Вселенная Человека-паука от Sony», Веном рассказал об этой способности Эдди Броку перед тем как оба попали в «Кинематографическую вселенную Marvel».
- В сентябре 2021 года актёр озвучивания Утки Говарда Сет Грин выразил заинтересованность в появлении Гвенпул в будущих эпизодах сериала «Что, если…?» и потенциальном спин-оффе «Утка Говард»[20][21].
- Одна из создателей Гвенпул Хизер Антос проявила интерес к кроссоверу между героиней и Доктором Афрой, ещё одним персонажем Marvel, которого она создала для комиксов Star Wars: Darth Vader и Star Wars: Doctor Aphra. Она хотела показать дуэт лучших подруг[22][23][24], в то время как сама Гвенпул имела бы редизайн в рамках вселенной «Звёздных войн», где была бы вооружена световым мечом[25].

### Товары
В 2017 году Funko выпустила фигурки обычной Гвенпул, а также Гвенпул одержимой Веномом. В 2021 году фигурки выпускались в рамках продвижения фильма «Веном 2».

## Коллекционные издания
| Название                                                 | Материал | Дата публикации | ISBN           |
| -------------------------------------------------------- | --- | --------------- | -------------- |
| The Unbelievable Gwenpool Vol. 1: Believe It             | The Unbelievable Gwenpool #0-4 | 29 ноября 2016  | 978-1302901769 |
| The Unbelievable Gwenpool Vol. 2: Head of M.O.D.O.K.     | The Unbelievable Gwenpool #5-10 | 28 марта 2017   | 978-1302901776 |
| The Unbelievable Gwenpool Vol. 3: Totally in Continuity  | The Unbelievable Gwenpool #11-15, материал из Gwenpool Holiday Special: Merry Mix-Up #1 | 29 августа 2017 | 978-1302905477 |
| The Unbelievable Gwenpool Vol. 4: Beyond the Fourth Wall | The Unbelievable Gwenpool #16-20 | 2 января 2018   | 978-1302905484 |
| The Unbelievable Gwenpool Vol. 5: Lost in the Plot       | The Unbelievable Gwenpool #21-25 | 24 апреля 2018  | 978-1302910402 |
| Gwenpool Strikes Back                                    | Gwenpool Strikes Back #1-5 | 19 февраля 2020 | 978-1302919238 |
| Gwenpool Omnibus                                         | The Unbelievable Gwenpool #1-25, Rocket Raccoon and Groot #8-10, Champions #5, Edge of Venomverse #2, West Coast Avengers (vol. 2) #1-10, Superior Spider-Man (vol. 2) #7-8, Gwenpool Strikes Back #1-5; материал из Howard the Duck (vol. 4) #1-3, Gwenpool Special #1, Gwenpool Holiday Special: Merry Mix-Up #1, Secret Empire: Brave New World #1 | 15 ноября 2022  | 978-1302948207 |